# 氧化鈣
氧化鈣，俗稱生石灰或石灰，化学式CaO，是常見的无机化合物。

## 性質
氧化鈣是碱性氧化物，和水反应生成氫氧化鈣（熟石灰），该劇烈反应放出大量热，甚至能让水沸腾：
{\displaystyle {\rm {CaO+H_{2}O\rightarrow Ca(OH)_{2}}}}
氧化钙也可以和酸反应，生成相应的钙盐，例如：
{\displaystyle {\rm {CaO+2H^{+}\rightarrow Ca^{2+}+H_{2}O}}}
例如氧化钙和鹽酸反应，會生成氯化鈣：
{\displaystyle {\rm {CaO+2HCl\rightarrow CaCl_{2}+H_{2}O}}}
将氧化鈣和碳一起在电炉中共热至攝氏2000度，生成碳化钙（电石）：
{\displaystyle {\rm {CaO+3C\rightarrow CaC_{2}+CO}}}

## 製備

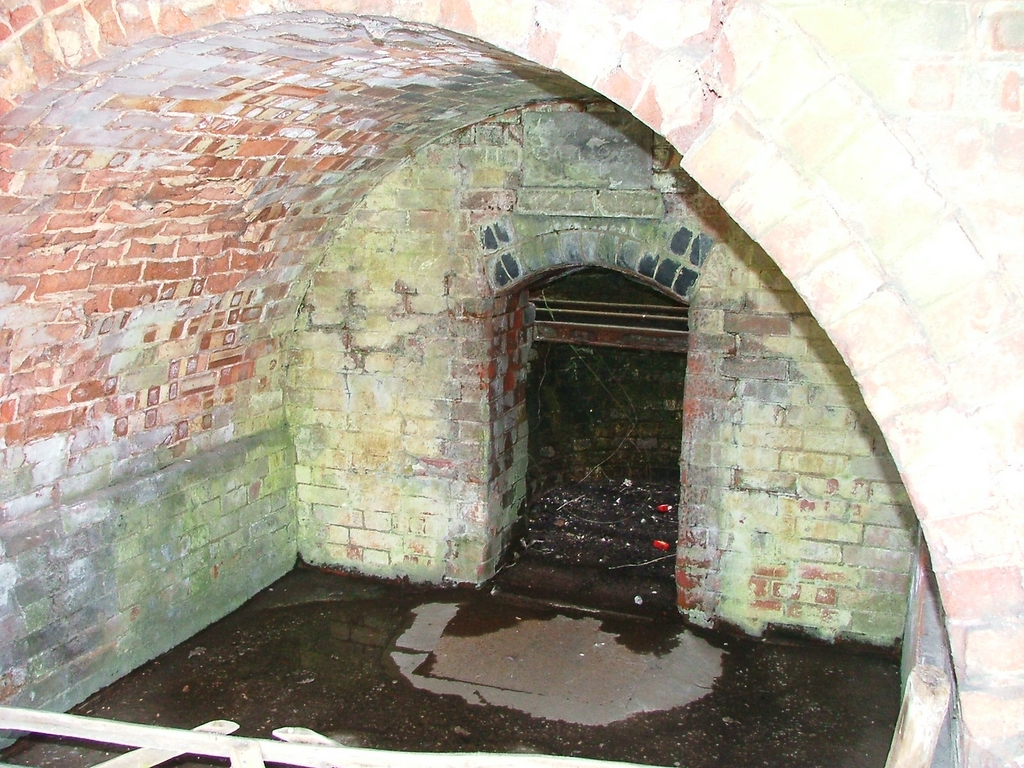
烧制石灰的石灰窑

氧化钙通常是石灰窑中含有碳酸钙 CaCO3 的材料（例如石灰石或贝壳）的热分解反应而成的。这需要 825 °C（1,517 °F） 以上的温度。这一过程被称为煅燒，把碳酸钙分解成二氧化碳和氧化钙。這也是少數史前已為人所知的化學反應。
CaCO3(s) → CaO(s) + CO2(g)
这些氧化钙并不稳定，冷却后会和空气中的二氧化碳自发反应，变回碳酸钙，除非用水消解以形成石灰膏或石灰砂浆。
全球氧化钙的年产量约为 2.83 亿吨。中国是迄今为止世界上最大的生产国，每年总产量约为 1.7 亿吨。美国位居第二，每年约 2000 万吨。
每生产 1吨氧化钙大约需要 1.8 吨石灰石。氧化钙对水有很高的亲和力，是比硅胶更有效的干燥剂。这与氧化钙和水的反应体积增加至少 2.5 倍有关。

## 用处
- 氧化钙的主要用处是碱性氧气炼钢（英语：basic oxygen steelmaking） (BOS) 。在一吨钢中，需要用 30至50（65—110英磅）的氧化钙。氧化钙和酸性氧化物，例如 SiO2、Al2O3和Fe2O3中和，形成碱性熔渣。[10]
- 氧化钙粉末用于生产加气混凝土块，密度约为 0.6–1.0 g/cm3。[10]
- 氧化钙和氢氧化钙可显着提高含粘土的承载能力。它们通过与细碎的二氧化硅和氧化铝反应，生成具有胶结性能的硅酸钙和铝酸盐。[10]
- 少量的氧化钙可用于其他工艺，如：玻璃、铝酸钙水泥和有机化合物的生产。[10]
- 氧化钙也可以用作加热剂。当它以下面的反应水解成氢氧化钙时，会放出热能：[11]

CaO (s) + H2O (l) ⇌ Ca(OH)2 (aq) (ΔHr = −63.7 kJ/mol of CaO)
当氧化钙水解时，会放热并膨胀。一升水可以和约 3.1（6.8英磅） 的氧化钙反应，形成氢氧化钙和 3.54 MJ的能量。这个反应可用于提供方便的便携式热源，用于自热食品。有一些公司在销售使用这种加热方法的烹饪套件。
- 氧化钙也是一种食品添加剂，用作酸度调节剂、面粉处理剂和发酵剂。[13]它的E编码为 E529。
- 当氧化钙被加热到 2,400 °C（4,350 °F）时，会散发出强烈的光芒。这种照明形式被称为石灰光（英语：Limelight），并在电灯发明之前广泛用于戏剧作品中。[14]
- 氧化钙是水泥的关键成分。
- 氧化钙是一种廉价且广泛使用的碱。大约 50% 的氧化钙在使用前会先转化成氢氧化钙。氧化钙和氢氧化钙都用于处理饮用水。[10]
- 水检测膏是氧化钙和酚酞的混合物。如果这种糊状物与燃料储罐中的水接触，CaO 会与水反应形成氢氧化钙。氢氧化钙具有足够高的pH值，可以将酚酞变成鲜艳的粉紫色，表明存在水。
- 在硫酸盐纸浆厂的化学回收过程中，氧化钙用于从碳酸钠中再生氢氧化钠。
- 有考古证据表明，前晚新石器时代B（英语：Pre-Pottery Neolithic B）的人类使用基于氧化钙的灰泥，用于地板和其他用途。[15][16][17]这种石灰灰地板（英语：Lime-ash floor）一直被使用到 19 世纪后期。
- 在烟气脱硫的过程中，可以使用氧化钙的固体喷雾剂或浆液从废气流中去除二氧化硫。
- 历史上，人们错误地认为氧化钙可以有效加速尸体的分解。事实上，氧化钙可以保存尸体。氧化钙可以消除分解过程产生的恶臭，这可能导致人们得出错误的结论的原因。[18]

### 作为武器
公元前 80 年，罗马将军塞多留部署了令人窒息的苛性石灰云来击败西班牙的 Characitani，后者在人迹罕至的洞穴中避难。公元 178 年，中国使用类似的粉尘来平息农民武装起义，他们用装有风箱的石灰战车将氧化钙粉末吹向人群。
氧化钙被认为是希腊火的组成成分。氧化钙遇水会产生 150 °C（302 °F）的高温，并点燃燃料。
大卫·休谟在他的《英格兰史》中叙述了亨利三世统治初期，英国海军用生石灰使敌方舰队失明，摧毁了一支入侵的法国舰队。生石灰可能已用于中世纪的海战。

## 危险性
由于氧化钙与水剧烈反应，当吸入或接触潮湿的皮肤或眼睛时，会引起严重的刺激。吸入氧化钙可能导致咳嗽、打喷嚏和呼吸困难，然后可能会演变成烧伤，伴有鼻穿孔、腹痛、恶心和呕吐。虽然氧化钙不被认为是火灾隐患，但它与水的反应会释放足够的热量，足以点燃可燃物。

## 天然存在
氧化钙天然存在于生石灰矿中，不过它在湿气下不稳定，会迅速变成熟石灰（氫氧化鈣，化學式Ca(OH)2，俗稱羟钙石）。